# Tegenpaus Gregorius VIII
Gregorius VIII, eigenlijk Maurice Bourdin (gelatiniseerd Mauritius Burdinus) was tegenpaus van 8 maart 1118 tot 1121. In het begin van zijn pontificaat stond hij tegenover Gelasius II, na diens overlijden tegenover Calixtus II.
Maurice Bourdin was een monnik in het klooster van Cluny. In 1099 werd hij aangesteld als bisschop van Coimbra in Portugal, in 1108 als aartsbisschop van Braga. Als aartsbisschop raakte hij in conflict met paus Paschalis II, waarna hij zich bij de keizerlijke partij aansloot, die in de Investituurstrijd tegenover Paschalis stond. Daarop sprak Paschalis de ban uit over Bourdin (1117).
Toen Paschalis II op 21 januari 1118 overleed, benoemden de kardinalen in Rome Gelasius II als zijn opvolger, zonder de instemming te vragen van keizer Hendrik V. Deze was daarover zeer ontstemd en weigerde Gelasius als paus te erkennen. Hendrik spoedde zich naar Rome en joeg Gelasius op de vlucht. De daarop volgende onderhandelingen tussen keizer en paus mislukten. Op 8 maart 1118 liet hij Maurice tot paus kiezen, die daarop de naam Gregorius VIII aannam.
Korte tijd later overleed Gelasius. De kardinalen kozen Calixtus II als zijn opvolger. Hij bekrachtigde de door Gelasius uitgesproken ban over Hendrik V en Gregorius VIII.
In 1120 wist Calixtus' leger Rome in te nemen. Hendrik V hield zich afzijdig, zodat Gregorius zich gedwongen zag de stad te ontvluchten. Hij nam de wijk naar Sutri. In april 1121 stuurde Calixtus echter zijn legers naar de stad. Na een beleg van 8 dagen leverden de burgers van Sutri Gregorius uit aan Calixtus, die hem ontdeed van zijn pauselijke waardigheid. Een jaar later kwam er een einde aan de Investituurstrijd met het Concordaat van Worms (1122).
Bourdin bracht de rest van zijn leven door in gevangenschap. Hij overleed in het najaar van 1137.